# Tom Dice
Tom Dice, właśc. Tom Eeckhout (ur. 25 listopada 1989 w Eeklo) – belgijski piosenkarz.
Zdobywca drugiego miejsca w programie X Factor (2008). Reprezentant Belgii podczas 55. Konkursu Piosenki Eurowizji (2010).

## Życiorys
Uczył się gry na gitarze jako dziecko, a w wieku 12 lat zaczął pisać swoje pierwsze piosenki. Trzy lata później dołączył do zespołu The Dice, w którym zaczął występować pod pseudonimem Tom Eeckhout Dice.
W 2008 wziął udział w przesłuchaniach do flamandzkiej wersji programu X Factor, po których dostał się do drużyny Maurice'a Engelena. Doszedł w finału, w którym zajął drugie miejsce, przegrywając z Dirkiem De Smetem. Po udziale w programie podpisał kontrakt z wytwórnią SonicAngel oraz zaczął pracę nad materiałem na swoją debiutancką płytę, nad którą pracował z Engelenem. W czerwcu, pod pseudonimem Tom Dice, wydał singiel z akustycznym coverem piosenki Leony Lewis „Bleeding Love”, z którym dotarł do siódmego miejsca na flamandzkiej liście przebojów. W tym samym roku otrzymał nominację do TMF Awards dla najlepszego nowego artysty.

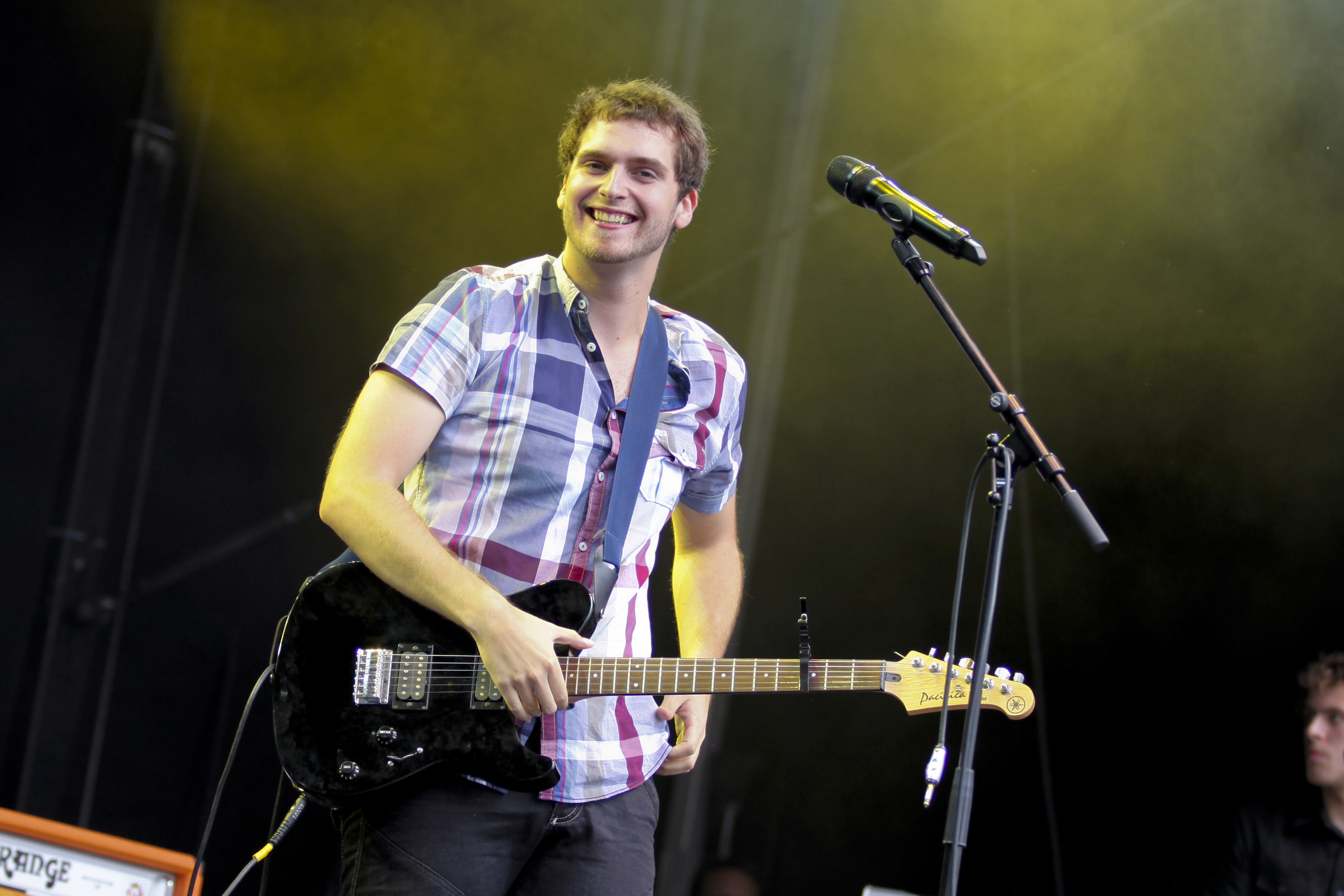
Dice podczas koncertu (2010)

Pod koniec listopada 2009 flamandzki nadawca publiczny Vlaamse Radio- en Televisieomroeporganisatie (VRT) wybrał wewnętrznie Dice’a na reprezentanta Belgii podczas 55. Konkursu Piosenki Eurowizji organizowanego w Oslo. W marcu 2010 premierę miał konkursowy utwór Dice’a – „Me and My Guitar”, który dotarł do pierwszego miejsca belgijskich list przebojów. W maju Dice zajął szóste miejsce w finale Eurowizji. Jeszcze przed występem w konkursie wydał debiutancki album pt. Teardrops, z którym dotarł do pierwszego miejsca listy najczęściej kupowanych płyt w Belgii. Płytę promował także singlami „Lucy” i „A Thousand Years”.
W marcu 2011 wystąpił jako support Taylor Swift podczas jej koncertów w Belgii i Holandii. W tym samym roku zaśpiewał gościnnie w utworze „Il nous faut” Elisy Tovati i nagrał utwór „Sunlight” z DJ Antoine. W lutym 2012 wydał utwór „Utopia”, a 30 kwietnia wypuścił do sprzedaży album pt. Heart for Sale, z którym dotarł do 11. miejsca krajowych list najczęściej kupowanych płyt. Album promował też singlami: „Drive Me to Paris” i „Let Me In”. W 2013 zaśpiewał gościnnie w utworze „Breaking Up Slowly” Kato Callebaut. W 2018 wraz z Kato Callebaut stworzył projekt muzyczny The Starlings, pod którego szyldem wydali dwa albumy, a w 2022 zakwalifikowali się do programu Eurosong 2023 wyłaniającego reprezentanta Belgii w Konkursie Piosenki Eurowizji 2023.

## Życie prywatne
Żonaty z piosenkarką Kato Callebaut, z którą tworzy projekt muzyczny The Starlings.

## Dyskografia

### Albumy studyjne
| Tytuł          | Album                                                                            | Najwyższa pozycja | Najwyższa pozycja | Najwyższa pozycja |
| Tytuł          | Album                                                                            | BEL (FLA)         | BEL (WAL)         | FRA               |
| -------------- | -------------------------------------------------------------------------------- | ----------------- | ----------------- | ----------------- |
| Teardrops      | - Wydano: 30 kwietnia 2010 - Wydawca: Sonic Angel - Format: CD, digital download | 1                 | 57                | 107               |
| Heart for Sale | - Wydano: 30 kwietnia 2010 - Wydawca: Sonic Angel - Format: CD, digital download | 11                | 73                | –                 |

### Single
| Rok  | Single                          | Pozycja   | Pozycja   | Pozycja | Pozycja | Pozycja | Pozycja | Pozycja | Pozycja | Pozycja | Pozycja | Album                    |
| Rok  | Single                          | BEL (FLA) | BEL (WAL) | DEN     | GER     | FRA     | NL      | IRE     | SWE     | SWI     | UK      | Album                    |
| ---- | ------------------------------- | --------- | --------- | ------- | ------- | ------- | ------- | ------- | ------- | ------- | ------- | ------------------------ |
| 2009 | „Bleeding Love”                 | 7         | —         | —       | —       | —       | —       | —       | —       | —       | —       | Teardrops                |
| 2010 | „Me and My Guitar”              | 1         | 1         | 39      | 20      | 68      | 30      | 20      | 24      | 32      | 85      | Teardrops                |
| 2010 | „Lucy”                          | 21        | —         | —       | —       | —       | —       | —       | —       | —       | —       | Teardrops                |
| 2010 | „A Thousand Years”              | 44        | —         | —       | —       | —       | —       | —       | —       | —       | —       | Teardrops                |
| 2011 | „Il nous faut” (z Elisą Tovati) | 1         | 1         | —       | 6       | —       | 76      | —       | 36      | —       | —       | Le syndrome de Peter Pan |
| 2012 | „Utopia”                        | 21        | —         | —       | —       | —       | —       | —       | —       | —       | —       | Heart for Sale           |
| 2012 | „Out of Sea”                    | 26        | —         | —       | —       | —       | —       | —       | —       | —       | —       | Heart for Sale           |
| 2012 | „Drive Me to Paris”             | —         | —         | —       | —       | —       | —       | —       | —       | —       | —       | Heart for Sale           |
| 2013 | „Let Me In”                     | —         | —         | —       | —       | —       | —       | —       | —       | —       | —       | Heart for Sale           |

#### Single z gościnnym udziałem Dice'a
| Rok  | Single               | Pozycja   | Pozycja   | Pozycja | Pozycja | Pozycja | Pozycja | Album |
| Rok  | Single               | BEL (FLA) | BEL (WAL) | AUT     | GER     | NL      | SWI     | Album |
| ---- | -------------------- | --------- | --------- | ------- | ------- | ------- | ------- | ----- |
| 2011 | „Sunlight”           | 8         | 43        | 51      | 85      | 93      | 10      | 2011  |
| 2013 | „Breaking Up Slowly” | 38        | —         | —       | —       | —       | —       | n.d.  |